# Premios Orgullosamente Latino
Los Premios Orgullosamente Latino fueron un reconocimiento que se realizó entre los mejores de la música de habla hispana. Orgullosamente Latino, El Premio del Público, fue creado en el año 2004 por Alexis Núñez Oliva, el entonces Productor Ejecutivo del canal Ritmoson Latino.
Son nominados todos aquellos artistas con producciones discográficas y presentadas al público recientemente y que su producción musical haya sido escuchada y vista en el canal Ritmoson Latino.
En el año 2010 esta entrega llega a su fin, esto se debe a que el escultor de los premios, Carlos Aguilar Linares, falleció el 29 de julio de ese año, se encontraba trabajando y tuvo tiempo para fundir las siete piezas únicas que se entregaron a los artistas ganadores de los Premios Orgullosamente Latino 2010.

## Categorías
Existen 7 categorías:
- Trayectoria latina del año (La trayectoria hispanohablante del año)
- Solista latina del año (La solista de habla hispana del año)
- Solista latino del año (El solista de habla hispana del año)
- Grupo latino del año (El grupo de habla hispana del año)
- Disco latino de año (El disco en habla hispana de año)
- Canción latina del año (La canción en habla hispana del año)
- Vídeo latino del año (El vídeo en habla hispana del año)

El público es quien elige a los ganadores y quien hace entrega de los premios a los artistas vencedores. 
Cada año se establecen 2 etapas y para cada etapa varios días de votaciones. 
• Primera etapa de votaciones: aparecen todos los nominados naturales en cada categoría y 5 nominados en trayectoria latina del año.
• Segunda etapa de votaciones: quedan sólo los 5 con más votos de cada categoría y los 3 con más votos de la categoría trayectoria Latina del año.
Cuando inicia la segunda etapa de votaciones todos los finalistas de cada categoría comienzan en cero nuevamente.

## Ediciones
| Años                                             |
| 2004 · 2005 · 2006 · 2007 · 2008 · 2009 · 2010 · |

## Palmarés

### 2010
- Trayectoria Latina del Año: Ricardo Arjona
fan ganador:Michelle Herra Nuñez de  Costa Rica
- Solista Latina del Año: Shakira
fan ganador:Dulce Sonia Enciso, de  México
- Solista Latino del Año: Enrique Iglesias
fan ganador:Marilyn Shepanie Chavarría de  Canadá
- Grupo Latino del Año: Camila
fan ganador:Carlo Mario Chávez de  Perú
- Disco Latino del Año: "La Evolución" de Wisin & Yandel
fan ganador:Denise Soriano Quijada de  El Salvador
- Canción Latina del Año:"Me hipnotizas" de Anahí
fan ganador:Cynthia Arteaga Moreno de  Bolivia
- Vídeo Latino del Año: "Cuando me enamoro" de Enrique Iglesias y Juan Luis Guerra
 fan ganador:Mariella Valencia de  El Salvador que reside en  Panamá

### 2009
- Trayectoria Latina del Año: Chayanne
fan ganador:Andrea Aldana de  Guatemala
- Solista Latina del Año: Amaia Montero
fan ganador:Carmen Arredondo
- Solista Latino del Año: Beto Cuevas
fan ganador:Aibette Rivera de  Puerto Rico
- Grupo Latino del Año: Kudai
fan ganador:Mario Fernando Saico de  Perú
- Disco Latino del Año: "Palabras del silencio" de Luis Fonsi
fan ganador:Irene Fernández de  Costa Rica
- Canción Latina del Año:"Inolvidable" de Reik
fan ganador:Patricia de  España
- Vídeo Latino del Año: "Llamado de emergencia" de Daddy Yankee
fan ganador:Jacquiline Nova de  El Salvador

### 2008
- Trayectoria Latina del Año: Thalía
 fan ganador:Fredy Maldonado de  El Salvador
- Solista Latina del Año: Gloria Trevi
 fan ganador:Kaisha Arias de  Venezuela
- Solista Latino del Año: David Bustamante
 fan ganador:Giulanna Brenes de  Costa Rica
- Grupo Latino del Año: RBD
 fan ganador:Fabiana Maicusi de  Venezuela
- Disco Latino del Año: "Premonición Live" de David Bisbal
 fan ganador:Tatianne Oliveria de  Brasil
- Canción Latina del Año: "Todo irá bien" de Chenoa
 fan ganador:Mauricio Andrés Cerón de  Colombia
- Vídeo Latino del Año: "Inalcanzable" de RBD
 fan ganador:Melisa Brun de  Argentina

### 2007
- Trayectoria Latina del Año: Gilberto Santa Rosa
fan ganador:Kenya de  Venezuela
- Solista Latina del Año: Olga Tañón
fan ganador:Renso de  Venezuela
- Solista Latino del Año: David Bisbal
Arnelys Santana de  República Dominicana
- Grupo Latino del Año: RBD 
fan ganador:Vivian de  Brasil
- Disco Latino del Año: "Celestial" de RBD
fan ganador:Lissi de  Chile
- Canción Latina del Año: "No pares" de RBD
fan ganador:Luis Alfredo  Guatemala
- Vídeo Latino del Año: "Bendita tu luz" de Maná & Juan Luis Guerra
fan ganador:Mercedes de  Nicaragua

### 2006
- Trayectoria Latina del Año: Vicente Fernández
fan ganador:Irvin de  Honduras
- Solista Latina del Año: Shakira
fan ganador:Andrea de  Chile
- Solista Latino del Año: Ricardo Arjona
fan ganador:Yaneyvis de  Cuba que reside en París
- Grupo Latino del Año: Kudai
fan ganador:Yeisa de  Puerto Rico
- Disco Latino del Año: "Todo por ustedes" de David Bisbal
fan ganador:Jollie Mariana Mercanti de  Venezuela
- Canción Latina del Año: "Amar sin ser amada" de Thalía
fan ganador:Pamela Alice Torres Martínez de  Perú que reside en  Alemania[1]
- Video Latino del Año: "Todo por ustedes" en vivo de David Bisbal
fan ganador:Jollie de  Venezuela

### 2005
- Trayectoria Latina del Año: Gloria Estefan
fan ganador:Melissa de  Colombia
- Solista Latina del Año: Laura Pausini
fan ganador:Ivan de  México
- Solista Latino del Año: Reyli
fan ganador: Ana de  Guatemala
- Grupo Latino del Año: La 5ª Estación
fan ganador:Vanessa de  Perú
- Disco Latino del Año: "Cuando sale un lucero" de Lucero
fan ganador:Ilena de  Costa Rica
- Canción Latina del Año: "Desnúdate mujer" de David Bisbal
fan ganador:Luisa Villalobos Ayala de  México
- Vídeo Latino del Año: "Bulería" de David Bisbal
fan ganador:Vanessa Linares de  Venezuela

### 2004
- Solista Latina del Año: Thalía
fan ganador:Juan Pablo Murillo Delgado de  Costa Rica
- Video Latino del Año: Thalía"Me pones sexy"
fan ganador:Juan Pablo Murillo Delgado de  Costa Rica
- Solista Latino del Año: Pedro Suárez Vértiz
fan ganador:Araceli de  Estados Unidos
- Grupo Latino del Año: Elefante
fan ganador:Rocío de  México
- Disco Latino del Año: "Bustamante" de David Bustamante
fan ganador:Liliana de  México
- Canción Latina del Año: Estés donde estés" de Ha*Ash
fan ganador:Ricardo de  México
- Trayectoria Latina del Año: Juan Gabriel

## Trivia

### Los más premiados
- David Bisbal: 6
  - 2005: Canción Latina ("Desnúdate mujer")
  - 2005: Vídeo Latino ("Bulería")
  - 2006: Disco Latino ("Todo por ustedes")
  - 2006: Vídeo Latino ("Todo por ustedes (en vivo)")
  - 2007: Solista Latino
  - 2008: Disco Latino ("Premonición Live")
- RBD: 5
  - 2007: Grupo Latino
  - 2007: Disco Latino ("Celestial")
  - 2007: Canción Latina ("No pares")
  - 2008: Grupo Latino
  - 2008:Video Latino
- Thalía: 4
  - 2004: Solista Latina
  - 2004: Vídeo Latino ("Me pones sexy")
  - 2006: Canción Latina ("Amar sin ser amada")
  - 2008: Trayectoria Latina
- David Bustamante: 2
  - 2004: Disco Latino del Año ("Bustamante")
  - 2008: Solista Latino
- Kudai: 2
  - 2006: Grupo Latino
  - 2009: Grupo Latino
- Shakira: 2
  - 2006: Solista Latina
  - 2010: Solista Latina
- Ricardo Arjona: 2
  - 2006: Solista Latino
  - 2010: Trayectoria Latina
- Enrique Iglesias: 2
  - 2010: Solista Latino
  - 2010: Vídeo Latino ("Cuando me enamoro")

### Los más nominados
- David Bisbal: 18
- Thalía: 16
- RBD: 10
- Wisin & Yandel: 9
- Pedro Suárez Vértiz: 8
- David Bustamante: 7
- Ricardo Arjona: 7
- Elefante: 7

### Los más premiados en una edición
- RBD en 2007: 3

1. Grupo Latino
2. Disco Latino ("Celestial")
3. Canción Latina ("No pares")

### Los más nominados en una edición
- David Bisbal en 2005: 6

1. 2005: Solista Latino
2. 2005: Disco Latino ("Bulería")
3. 2005: Canción Latina ("Desnúdate mujer")
4. 2005: Canción Latina ("Bulería")
5. 2005: Vídeo Latino ("Bulería")
6. 2005: Vídeo Latino ("Esta ausencia")

- Thalía en 2006: 6

1. 2006: Solista Latina
2. 2006: Disco Latino ("El sexto sentido")
3. 2006: Canción Latina ("Amar sin ser amada")
4. 2006: Canción Latina ("Un alma sentenciada")
5. 2006: Vídeo Latino ("Amar sin ser amada")
6. 2006: Vídeo Latino ("Un alma sentenciada ")